# Tatort: Borowski und der Schatten des Mondes
Borowski und der Schatten des Mondes ist ein Fernsehfilm aus der Krimireihe Tatort. Der vom NDR produzierte Beitrag ist die 1197. Tatort-Episode und wurde am 10. April 2022 im SRF 1 und im Ersten  ausgestrahlt. Der Kieler Hauptkommissar Klaus Borowski ermittelt in seinem 38. Fall, seine Kollegin Sahin in ihrem siebten Fall.

## Handlung
Ein Herbststurm fällt eine Eiche – unter den Wurzeln liegt ein Skelett. Bei der Gesichtsrekonstruktion identifiziert Borowski die Tote als seine erste Freundin Susanne Hansen.
Borowski meidet zunächst den Kontakt zum noch lebenden Vater seiner Jugendfreundin und arbeitet selbst an der Fundstelle im Wald. In Rückblenden wird gezeigt, wie er damals miterlebte, wie seine Freundin und eine andere Jugendliche in einen, seiner Wahrnehmung nach, beigen Camper eingestiegen waren. Auf einen Aufruf in den Medien hin meldet sich Margot Köhnke. Sie berichtet, dass sie und Susanne nicht in den beigen Camper eingestiegen seien, den Borowski gesehen hatte, sondern in einen grauen VW-Bus. Margot konnte an einem Feldweg aus dem Fahrzeug entkommen. Die bewusstlose Susanne Hansen musste sie zurücklassen. Borowski wird immer wieder von seinen Erinnerungen eingeholt, die ihn selbst nach so vielen Jahren noch immer mental anrühren. Obwohl er, da selber als Zeuge involviert, eigentlich nicht weiter ermitteln dürfte, lässt ihm der Fall keine Ruhe. Dabei wird er aus Mitgefühl eine Zeit lang von seiner Kollegin Mila Sahin gedeckt.
Ins Fadenkreuz gerät zunächst der seit Jahrzehnten in Haft befindliche Frauenmörder Karl Heinz Schumacher, der damals Besitzer eines weißen VW-Busses war. Er kann sich an die Zeit gut erinnern, würde vom Profil her auch passen, die Tat aber bestreitet er. In einer zweiten Vernehmung gibt er zu, die zwei jungen Mädchen damals in seinem VW-Bus mitgenommen zu haben. Nachdem er Susanne Hansen in einem Waldstück vergewaltigte, habe er sie bewusstlos, aber lebend dort zurückgelassen. Vom Stil her passt die Auffindesituation unter der Eiche nicht zu Schumacher.
Michael Mertins, der zusammen mit einer Försterin die erste Tote entdeckt hatte, taucht als ein Zuschauer auf, als wenige hundert Meter vom ersten Fundort nach gezielter Suche durch die Polizei eine zweite Tote entdeckt wird, die ebenfalls unter einer Eiche begraben wurde. Diese Tote kann schnell identifiziert werden. Schumacher, da er zum Zeitpunkt des zweiten Mordes bereits im Gefängnis saß, scheidet somit als Mörder aus.
Borowski denkt darüber nach, ob die dort vorhandenen Hochsitze auch damals schon existierten. Damit kommt er auf den Gedanken, dass ein Jäger mit dem Mord an den beiden Frauen zu tun haben könnte. Wenig später entnimmt Borowski alten Jagdtagebüchern, dass an den Tagen der Ermordung der beiden jungen Frauen der inzwischen verstorbene Vater von Michael Mertins als Jäger im Ansitz eingetragen ist. Borowski geht davon aus, dass Mertins Vater der Täter war. Damit wären beide Fälle erledigt, da gegen den Toten nicht mehr ermittelt werden würde. Er appelliert aber an Mertins´ Erinnerungsvermögen, um endgültige Klarheit und auch Bestätigung zu haben. Durch die aktuelle Situation und Fragen seiner Frau zusätzlich aufgewühlt, steigen in Mertins schlimme alte Erinnerungen hoch. Er stößt im Untergeschoss seines Hauses seine Frau zu Boden, wo diese zunächst bewusstlos liegen bleibt. Er kann sich gerade noch zurückhalten, auch sie mit einem Jagdmesser, der Tatwaffe, zu töten. Mertins präpariert eine Wasserflasche, die er neben seiner Frau ablegt und verlässt das Haus. Mertins Frau erwacht im Untergeschoss und stellt fest, dass sie von ihrem Mann eingeschlossen wurde. Sie durchsucht den Raum und findet alte Unterlagen, u. a. den Personalausweis von Borowskis Jugendfreundin sowie Zeichnungen, die die Lage der toten Frauen unter den Wurzeln vom Bäumen zeigen. Sie ahnt, dass nicht ihr Schwiegervater, sondern ihr Mann der Täter sein könnte. Inzwischen durstig geworden, trinkt sie aus der Flasche. In einer Rückblende erfährt man, dass im Jahr 1970 Michael Mertins anstelle seines offiziell eingetragenen Vaters Hans auf dem Hochsitz im Wald war, während sein Vater Schäferstündchen mit fremden Frauen hatte. Der junge Michael fand die vergewaltigte Susanne Hansen und tötete sie stellvertretend für die Frauen, mit denen sein Vater seine Mutter betrog.
Borowski, der Mertins seit kurzem observiert, ist beunruhigt, dass Frau Mertins nicht erreichbar ist. Er informiert seine Kollegin, die Frau Mertins gerade noch rechtzeitig findet und den Rettungsdienst alarmiert. Er selber folgt Mertins, der sich gerade als neues Opfer eine Prostituierte ausgewählt hat und sie in den Wald führt. Als er sie erwürgen will, wird er von Borowski durch einen Schuss in den Oberarm gestoppt. Nachdem der Fall gelöst ist, sucht Borowski dann doch den Vater seiner Jugendfreundin auf.

## Hintergrund
Der Film wurde vom 18. September 2019 bis zum 18. Oktober 2019 in Kiel und in der Umgebung von Kiel, z. B. an der Kiellinie und der Bethlehemkirche von Kiel-Friedrichsort, in Schwedeneck, Ahrensburg, Bad Oldesloe, Trittau und Hamburg gedreht.
Klaus Borowski und seine Freundin sind im September 1970 als Teenager auf dem Weg zum Love-and-Peace-Festival auf Fehmarn, bei dem Jimi Hendrix einen seiner letzten Auftritte hatte. Historische Aufnahmen des Festivals werden in dieser Tatort-Folge verwendet. Aufgrund gewisser Ähnlichkeiten wurde der Todesfall Engelbrecht als eine Inspiration für den Film genannt.
Michael und Antje Mertins werden mehrfach dabei gezeigt, wie sie mit ihrem Kirchenchor, der von dem Osdorfer Gospelchor dargestellt wird, den britischen Choral There is a fountain filled with blood (William Cowper, 1772) üben; der Text dreht sich um die Vergebung von Sünden. Michael Mertins ist bei seinem Solo nicht in der Lage, das Wort „Sinners“ zu singen.
Es handelt sich bei dem Film um die letzte Produktion mit Peter Maertens in einer Rolle, der zur Ausstrahlung bereits seit eineinhalb Jahren verstorben war.

## Rezeption

### Kritiken
„Psychologisch und visuell ist »Borowski und der Schatten des Mondes« […] nach einigen halbgaren Produktionen endlich wieder eine bessere Folge geworden. Highsein, Freisein ist hier nicht so das Thema, stattdessen geht es wieder mal schnurstracks und einigermaßen plausibel in die düsteren Obsessionen eines Verdächtigen hinab.“

„Eine Philosophie über Schuld und den Umgang mit Schuld, auf der Höhe mit ähnlichen Stücken, dem Tatort "Der tiefe Schlaf" etwa oder dem Polizeiruf "Und vergib uns unsere Schuld". […] Alle Darsteller […] sind fürsorglich ausgewählt, und Borowski ist im Zusammenspiel mit seiner Kollegin Sahin […] sowieso am besten, wenn er nicht verplaudert ist, sondern lakonisch.“

### Einschaltquoten
Bei der Erstausstrahlung von Borowski und der Schatten des Mondes am 10. April 2022 verfolgten in Deutschland insgesamt 9,32 Millionen Zuschauer die Filmhandlung, was einem Marktanteil von 29,8 Prozent für Das Erste entsprach. In der als Hauptzielgruppe für Fernsehwerbung deklarierten Altersgruppe von 14 bis 49 Jahren erreichte Borowski und der Schatten des Mondes 1,85 Millionen Zuschauer und damit einen Marktanteil von 23,9 Prozent in dieser Altersgruppe.